# Sveti Ilija
Sveti Ilija es un municipio de Croacia en el condado de Varaždin.

## Geografía
Se encuentra a una altitud de 193 m s. n. m. a 85 km de la capital nacional, Zagreb.

## Demografía
En el censo 2011, el total de población del municipio fue de 3 511 habitantes, distribuidos en las siguientes localidades:
- Beletinec - 956
- Doljan - 409
- Krušljevec - 230
- Križanec  - 324
- Seketin - 387
- Sveti Ilija - 615
- Tomaševec Biškupečki - 379
- Žigrovec - 211

| Gráfica de población de Sveti Ilija 1857-2011                       |
|                                                                     |
| Según los censos de población de la oficina estadística de Croacia. |